# Ladislav Novák
Ladislav Novák (Louny, 5 de dezembro de 1931 - 21 de março de 2011) foi um futebolista checo e, posteriormente, um treinador de futebol.

## Carreira
Ladislav Novák fez parte do elenco da Seleção Tchecoslovaca de Futebol que disputou a Copa do Mundo de 1954.
Ele jogou 75 partidas para a Tchecoslováquia, 71 delas como capitão da equipe.

## Títulos
- Copa do Mundo de 1962: 2º Lugar

## Ligações Externas
- Perfil em FIFA.com (em inglês)